# Такана (вулкан)
Такана (ісп. Tacaná) — вулкан в Центральній Америці, розташований на кордоні Гватемали та Мексики.
Такана — активний стратовулкан, з висотою вершини 4093 м, є 10-м за висотою в Мексиці і 2-м в Гватемалі. Він розташований в 15 км на північ від міста Какаоатан штату Чіапас у Мексиці, а з боку Гватемали в департаменті Сан-Маркос.
Відомі виверження відбувались у 1855, 1878, 1903, з 1949 по 1951 рр. Останнє виверження зафіксовано в 1986 р.

## Фототека

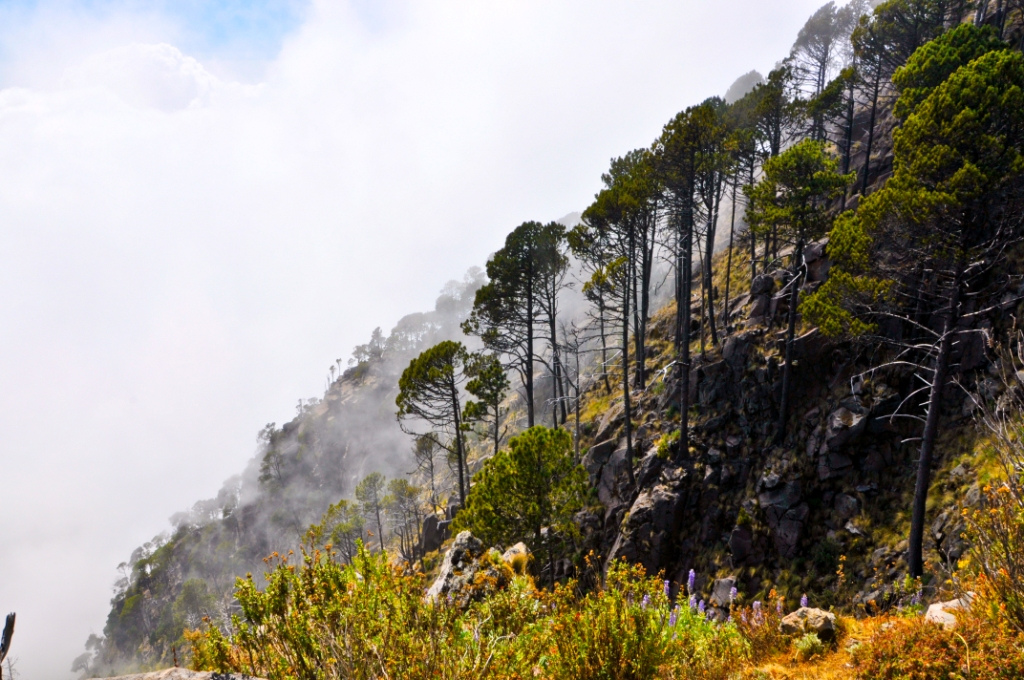
На схилах вулкану Такана.
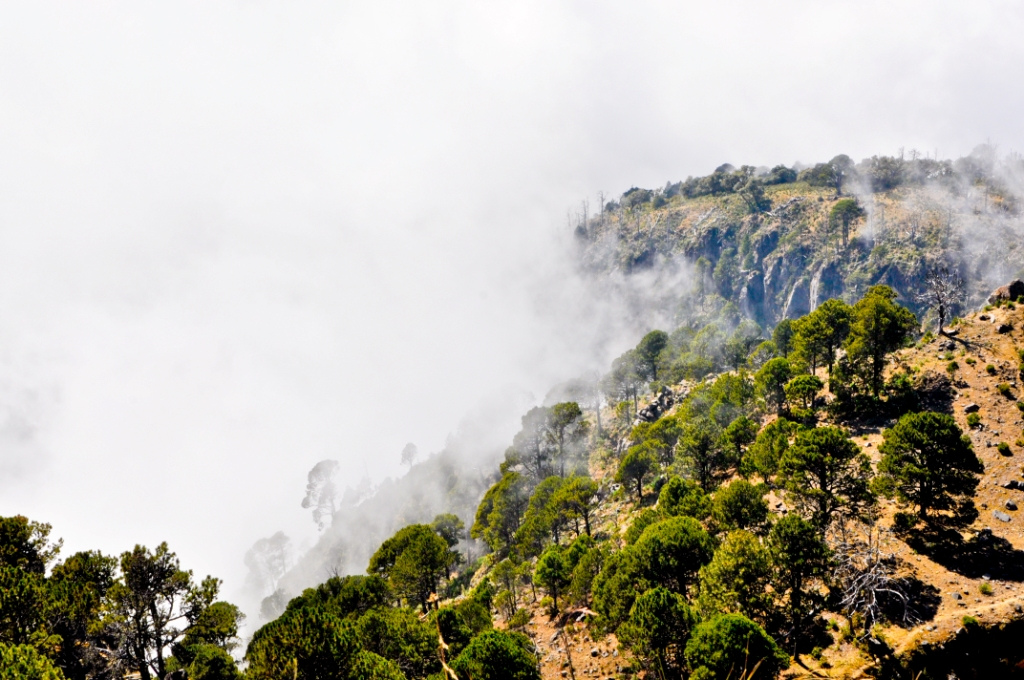
На схилах вулкана Такана.